# Lego DC Super-Villains
Lego DC Super-Villains (LEGO DC: Супер-Лиходії) — мультиплатформенна відеогра 2018 року, розроблена Traveller's Tales та видана Warner Bros. для Microsoft Windows, Xbox One, PlayStation 4 та Nintendo Switch. Гра є частиною трилогії ігор Lego Batman та четвертою лего-грою у всесвіті DC. Гра вийшла в Північній Америці 16 жовтня 2018 ріка, а 19 жовтня 2018 року — в усьому світі. Анонсована була 30 травня 2018 року.

## Ігровий процес
На відміну від трилогії Lego Batman, це буде перша відеогра Lego, яка повністю зосередитися на лиходіїв Всесвіту DC , аналогічних рівням за лиходіїв, представленим в Lego Batman: The Videogame. Також, на відміну від попередніх ігор, гравці можуть створити персонажа, який буде інтегрований в історію сюжету. У міру просування гравців в грі, нові можливості та настройки будуть розблоковані для використання гравцями. У грі також є багато користувачів режим з двома гравцями.

## Сюжет
Ліга Справедливості зникла, залишивши захист Землі своїм колегам з паралельного всесвіту - «Злочинному Синдикату», нової, дивної групи супер-героїв-наслідувачів з неясними намірами. Будь то графіті, які розпилюють стіни в Метрополісі або використання Токсину Страху, щоб налякати персонажів в Ґотем, у супер-лиходіїв є повне правління, щоб використовувати будь-який трюк в своєму арсеналі, щоб зупинити злий схему Злочинного Синдикату.